# یواس‌اس بینبریج (سی‌جی‌ان-۲۵)
یواس‌اس بینبریج (سی‌جی‌ان-۲۵) (به انگلیسی: USS Bainbridge (CGN-25)) یک کشتی بود که طول آن ۱۷۲٫۱ متر (۵۶۵ فوت) بود. این کشتی در سال ۱۹۶۱ ساخته شد.